# Mazsolabombázók

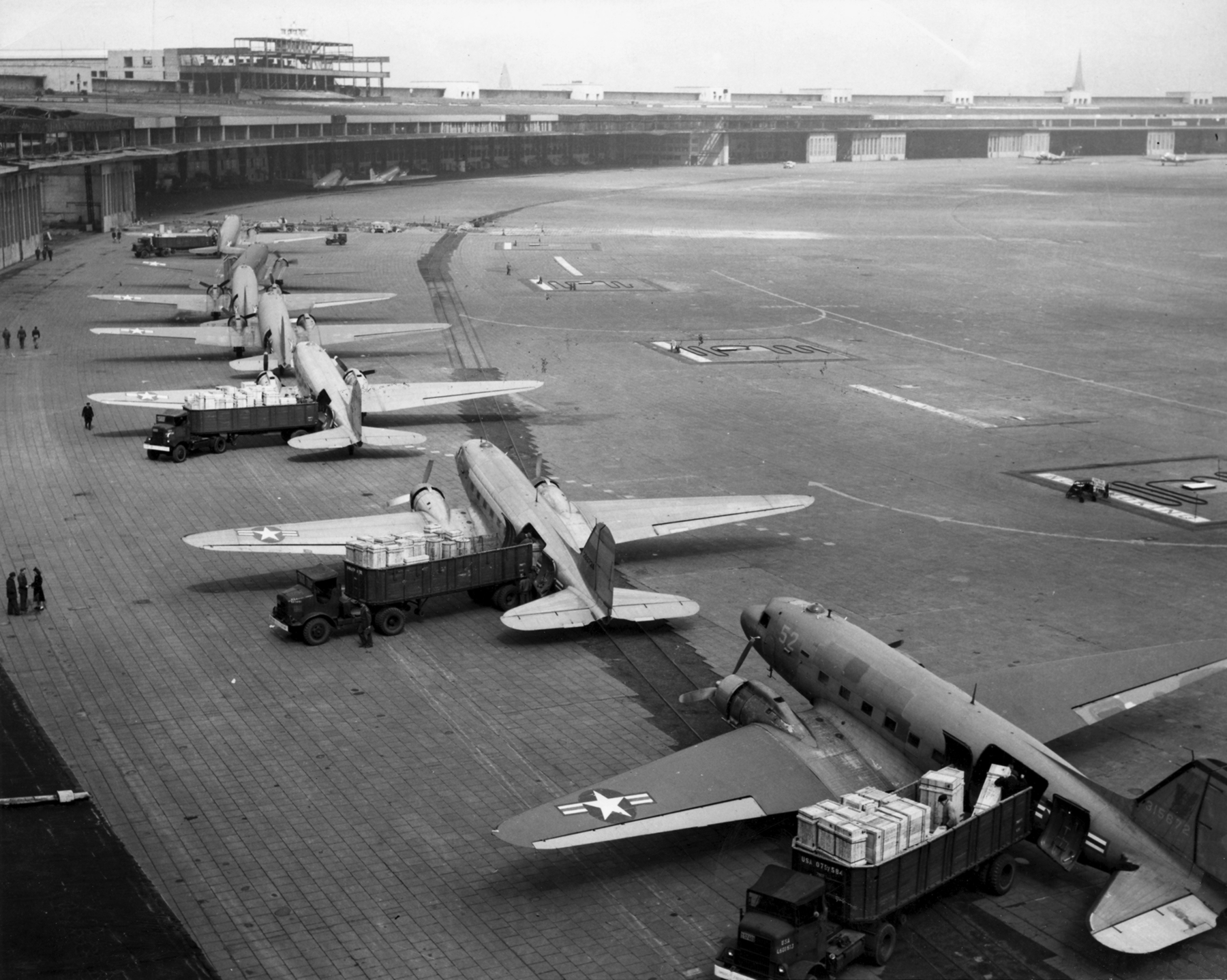
C-47 Skytrain gépekből rakodnak ki a Tempelhof repülőtéren

1948. április 1-jén a szovjet vezetés előzetes értesítés nélkül lezárta Nyugat-Berlin közúti és vasúti összeköttetéseit. A nyugati hatalmak nem nézték tétlenül a szovjetek erőfitogtatását, nagyon rövid időn belül légihidat szerveztek, és ezen keresztül oldották meg a blokád alá vont város ellátását. A szovjetek 1949. május 11-én feloldották az eredménytelen blokádot.

## A szovjet blokád
A 2. világháborút követően a vesztes Németországot az akkor még szövetséges nagyhatalmak felosztották egymás között. A szimbolikus jelentőségű fővárossal, Berlinnel is így tettek, de itt jelentősen bonyolította a dolgokat, hogy a főváros a szovjet zónába esett. A szovjetek nagyon gyorsan megalapították az NDK-t a befolyási zónájukban, de Nyugat-Berlinnel nem tudtak mit kezdeni, azon kívül, hogy elszigetelték az NDK-tól.
A második világháború a németek fizetőeszközét, a birodalmi márkát (Reichsmark) is maga alá temette, az ország normalizálásához elengedhetetlen volt egy új, működő fizetőeszköz bevezetése. Erre Nyugat-Németországban 1948-ban került sor, amikor az 500 tonnányi, New Yorkban nyomtatott, és mintegy 23.000 fadobozban behajózott papírpénz, a német márka (Deutsche Mark, Deutschmark, DM) Frankfurtba került.
A szovjetek is létrehozták a saját pénzüket, a keletnémet márkát, melyet villámgyorsan be is vezettek az NDK-ban és Berlinben is. A nyugati oldalon a kelet-német valutát – bár a hivatalos valutának az számított ott is – kétkedéssel fogadták, és a DM részleges bevezetése mellett döntöttek. Nyugat-Berlinben a DM egy „B” betűs, vagy medvés (ez Berlin címerállata) felülbélyegzéssel került bevezetésre, a város keleti oldalán viszont a valuta a kezdetektől (a szovjetek által) betiltásra került.

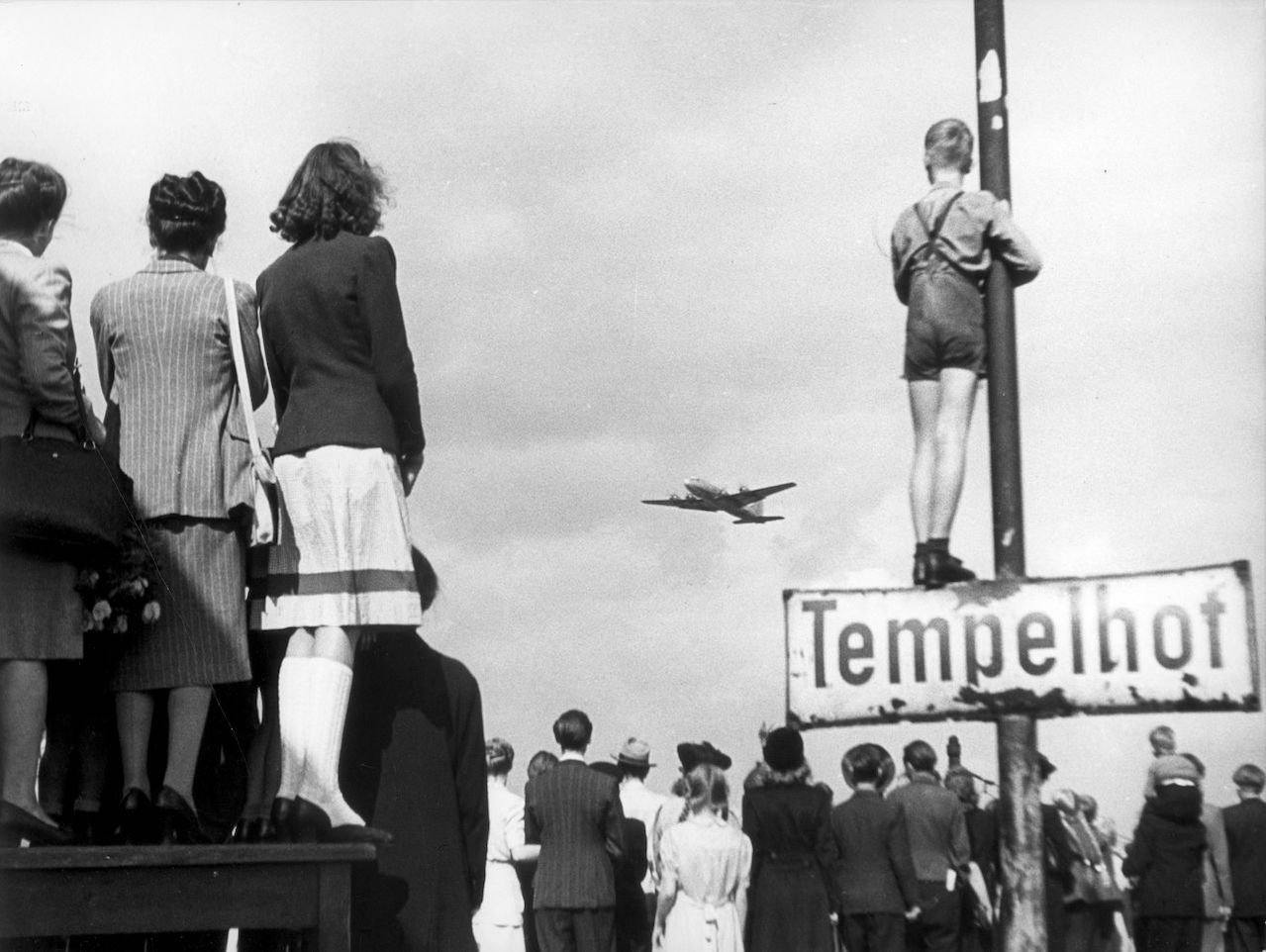
németek nézik a leszálló gépeket

Persze a DM bevezetése így is rendesen felbosszantotta a németországi Szovjet Katonai Hivatal (Sowjetische Militäradministration in Deutschland – SMAD) vezetését. A bűnös város(rész) megleckéztetésére Vaszilij Danilovics Szokolovszki (Соколовский, Василий Данилович), az SMAD vezetője 1948. április 1-jén  parancsot adott a Nyugat-Berlinbe vezető összes vasúti, közúti és vízi átkelő azonnali lezárására. A szovjetek nyilván azzal számoltak, hogy a kiéheztetett városrész néhány hónap múlva könyörögni a keletnémet márkáért, no meg a szovjetek felügyeletéért.
A nyugati szövetségeseket váratlanul érte a teljes blokád. Számítottak ugyan a szovjetektől némi ellenkezésre, de ez az éles reakció őket is meglepte. Nyugat-Berlint abban az időben 2,2 millióan lakták, ételtartalékaik nagyjából 36 napra voltak elegendőek, de szénből – ezáltal áramból se – sem húzták volna 1 hónapnál tovább. A kalkulációt és később az egyenlő elosztást viszont jelentősen segítette, hogy a városban jegyrendszer volt akkor még érvényben.

## A légihíd

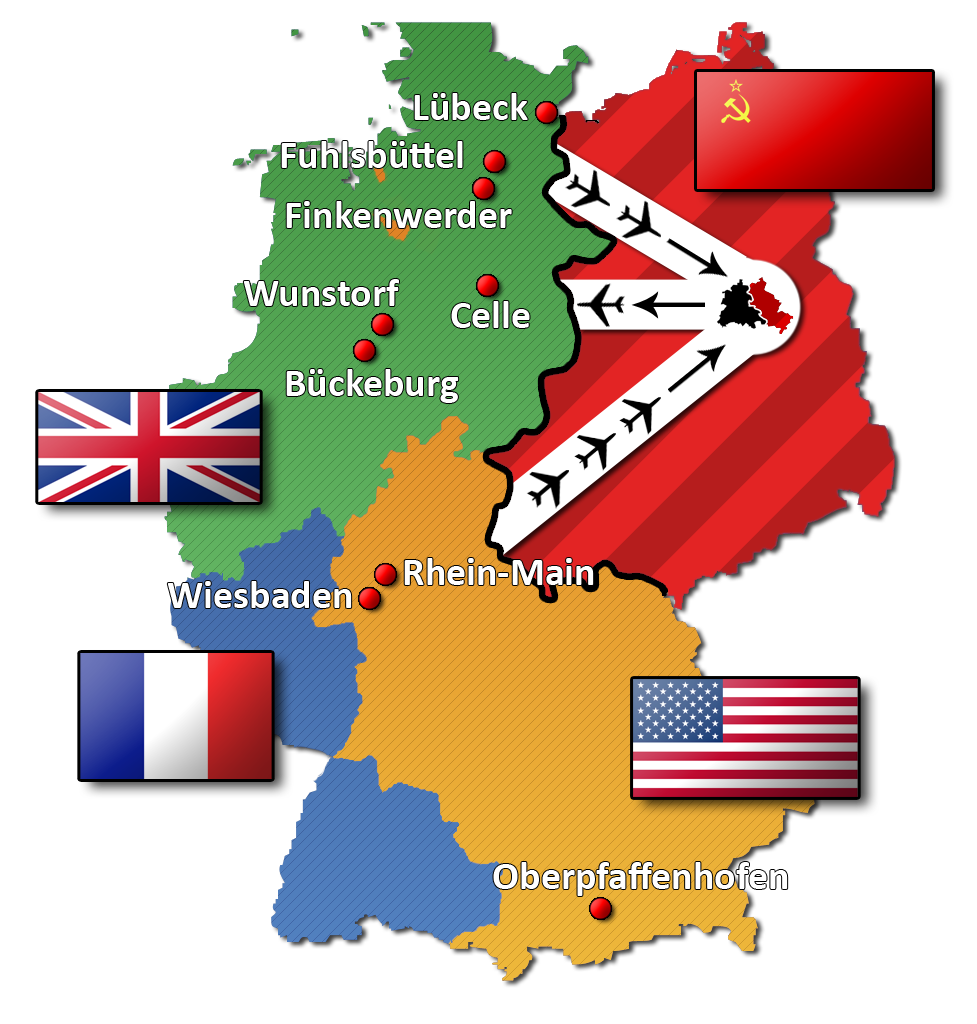
a három légifolyosó Berlinbe

A háború lezárását követően, 1945-ben a 3 nyugati városparancsnokság 1-1-1, azaz összesen 3 légi folyosóval rendelkezett a keletnémet szektor fölött. Ezeket a folyosókat bármikor használhatták a többi szövetséges beleegyezése nélkül, és ez a záradék most jól jött nekik. Ráadásul a britek már rendelkeztek egy evakuációs tervvel, így ezt kibővítették Operation Knicker néven.
Az eredeti berlini légi híd tervezet szerint a saját csapatok mellett a lakosság is kimenekíthető lett volna a városból légi hídon, legalábbis megfelelő időjárási körülmények között. Az amerikai zóna parancsnoka, Lucius D. Clay 1948. június 25-én ült le Berlin választott polgármesterével, Ernst Reuterrel tárgyalni a tervezett légi hídról. Habár Reuternek maradtak kétségei a tervet illetően, csodálta a szövetségesek elszántságát. Clay még aznap leegyeztette a szállítások módját az amerikai légierő európai parancsnokával, Curtis E. LeMayjel.
A tervek szerint az északi és déli hidat a város felé, míg a középsőt visszafelé vették igénybe a gépek. Curtis szinte az egész európai szállítógép-kapacitást Berlinbe irányította. Kezdetben napi 750 tonna szállítmánnyal birkóztak meg a gépek, de ez a mennyiség 1948 júliusára, több mint napi kétezer tonnára emelkedett.

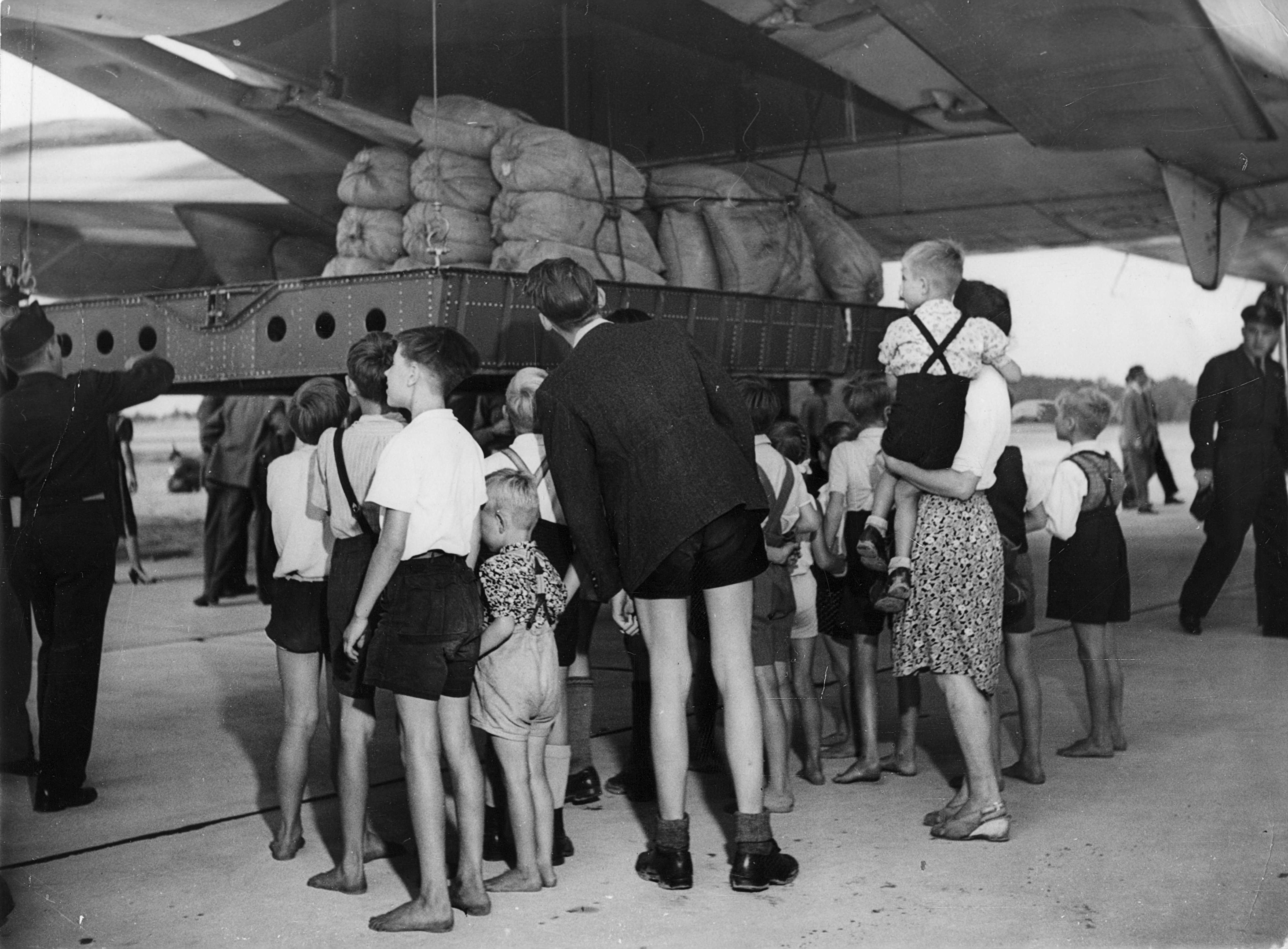
A C-74-es Globemaster augusztus 10-én szállt le Gatow repülőtéren, 20 tonna amerikai liszttel a rakterében

Nyugat-Berlinben a három elérhető repülőtér volt: a brit szektorban a viszonylag kicsi Gatow, a hatalmas (amerikai felügyelet alatt álló), de akkoriban még füves Tempelhof és a francia övezetben az aszfaltozott Tegel.
A repülőgép flotta – mivel sokat nem válogathattak a gépek között – rendkívül vegyes volt a légi hídon, katonai gépek mellett civil gépek is részt vettek a szállításban, gyakorlatilag az összes szállításra alkalmas géptípus tiszteletét tette a berlini Tempelhofon abban az időben. A légi folyosókon a gépek öt szinten, ötszáz láb magasság-elkülönítéssel repültek, Berlinben napközben átlag hárompercenként landolt egy gép.
Az amerikai és angol gépek mellett a franciák nem képviselték magukat, nekik ugyanis akkor zajlott az indokínai háború a gyarmataikon, és ez lekötötte az Armée de l'air teljes kapacitását.
A kirakodás jellemzően 30–70 perc alatt lezajlott, ezután a gépek ismét a levegőbe emelkedtek. A fekete pénteket követően a szigorú szabályok sora eggyel bővült.

## Fekete péntek

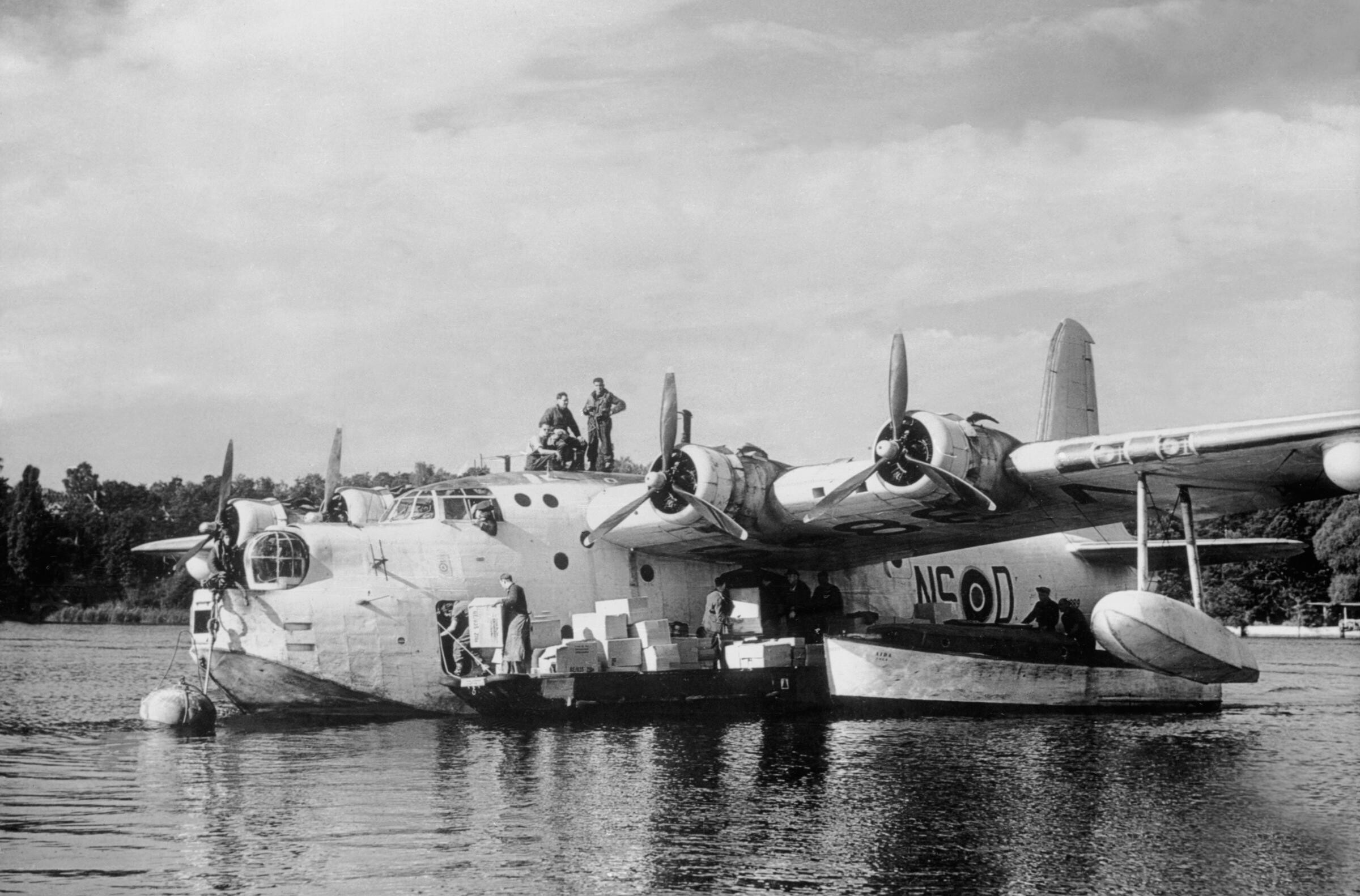
Az RAF Short Sunderland személyzete a Havel folyón sót rakod ki

1948. augusztus 13-án nagyon rosszak voltak a látási viszonyok Berlin felett, a kevés leszálló gép mellett egyre többen voltak kénytelenek várakozni a reptér feletti légtérben, de az irányítás lassan így is elvesztette a kontrollt a kialakult helyzet felett.
Ennek eredményeként 3 repülőgép a várakozási légtérben összeütközött és lezuhant. Ezt követően vezették be a szabályt, hogy ha egy gép a repülőtérre érkezve nem tudott azonnal leszállni, akkor landolás nélkül vissza kellett térnie az indulási bázisára.

## Sender Tegel
A szovjetek több kísérletet is tettek a légihíd ellehetetlenítésére. A földről hatalmas reflektorokkal igyekeztek elvakítani a leszálláshoz készülő pilótákat, vadászgépeik folyamatosan rárepültek a szállítógépekre. A légi híd irányítása a Tempelhof repülőtér a francia övezetéből, a jól felszerelt irányítótoronyból zajlott. A reptér szélén magasodó rádiótorony (Sender Tegel) viszont a szovjetek befolyása alatt állt, ugyanis a szovjetek indították újra a berlini rádió adását 1945-ben.
Ezt a rádióadást „bővítették ki” egy zavaróadással, mellyel a légi irányítás forgalmazását kezdték el zavarni 1948 decemberében. A franciák megoldása erre a felmerült problémára viszonylag egyszerű de rendkívül gyors volt, 1948. december 16-án hajnalban (mindenféle előzetes értesítés nélkül) felrobbantották a rádiótornyot.

## Mazsolabombázók

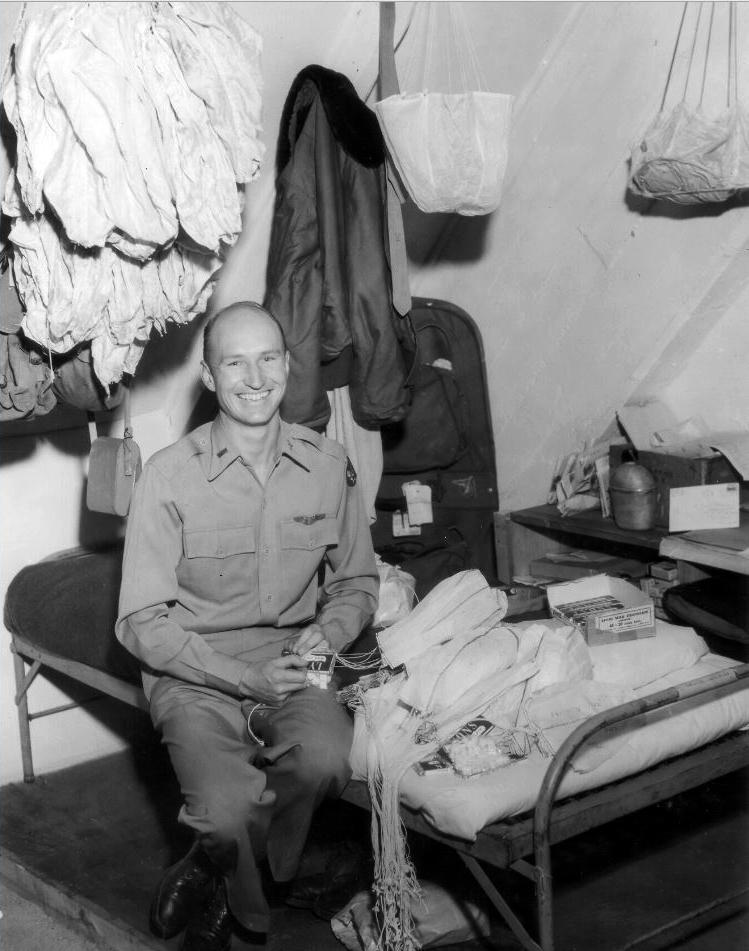
Gail Halvorsen, az US Air Force pilótája. Ő kezdte el a szokást, hogy leszállás közben a gyerekeknek kis ejtőernyős csomagokat dobott.

A berliniek körében a repülőgépek személyzete rendkívüli népszerűségnek örvendett. A gurulóutak mentén és a futópályák végében mindig sokan integettek a gépek személyzetének, főleg gyerekek.
Gail Halvorsen amerikai pilóta kezdte el a szokást, hogy leszállás közben a gyerekeknek kis ejtőernyős csomagokat dobott, megpakolva csokival és rágógumival.
Az ötlet sok kollégájának is megtetszett, ők is átvették a szokást, és a feletteseik is támogatták őket ebben, megszervezve az „Operation Little Vittles”-t.
Ráadásul 1948 karácsonya előtt az egyik gép a berlini pékségeknek külön egy mazsolaszállítmánnyal kedveskedett, és ennek a csemegének egy része is a kis ejtőernyős csomagocskákban kötött ki. Innen eredt a légihíd szállítógépeinek a közkeletű elnevezése is: mazsolabombázók (németül Rosinenbomber, angolul inkább Candy Bomber-nek nevezték őket).

## A blokád vége
Nyilván a szovjetek soha nem ismerték el a vereségüket, hogy befolyásukat nem sikerült Nyugat-Berlinre kiterjeszteniük, így ugyanolyan váratlanul, ahogy bevezették, egy év és egy hónappal később, 1949. május 11-én felszámolták a blokádot. Elhordták az úttorlaszokat, a városba vezető síneket is szabaddá tették.
A szövetségesek csak fokozatosan építették le a légihidat, mivel nem bíztak a szovjetekben, de 1949. szeptember 30-án az utolsó mazsolabombázó is elhagyta Tempelhof repülőterét, ahová 10 tonna szénnel érkezett.

### Weblapok és cikkek
- ↑ geo.de: Jens Wiesner: Rosinenbomber: Interview mit Pilot Gail Halvorsen (német nyelven)
- ↑ welt.de: Rosinenbomber überquerten Atlantik – nur in Berlin durften sie nicht landen (német nyelven), 2019. június 17.
- ↑ welt.de: ANDREAS CONRAD: Kommen die alten Rosinenbomber nach Berlin? (német nyelven), 2019. június 11.